# Яковенко Сергій Михайлович
Сергій Михайлович Яковенко (англ. Sergiy Yakovenko, 12 травня 1976) — канадський нейронауковець українського походження, доктор філософії медичного факультету Університету Альберти (Едмонтон, Канада), директор лабораторії по нейроінженерії в Університеті Західної Вірджинії.

## Життєпис
Народився у м. Харкові у 1976 році. Навчався біофізики на Харківському державному університеті. Викладав у Національному технічному університеті України «Київський політехнічний інститут». Наукову кар'єру розпочав в Університеті Альберти (Канада), де здобув ступінь доктора філософії. Потім продовжив наукову роботу в Університеті Монреаля. У 2009–2010 роках працював в досліджницькому закладі — Інституті перспективних досліджень (Берлін, ФРН). після цього запрошено до Університету Піттсбурга, департамент фізичної медицини і відкрив свою лабораторію в Університеті Західної Вірджинії (США). Досліджує нейрофізіологію, нейромеханіку.